# Плиев, Заурбек Игоревич
Заурбе́к И́горевич Пли́ев (род. 27 сентября 1991, Владикавказ) — российский и казахстанский футболист, защитник. Брат Константина Плиева.

## Клубная карьера
Воспитанник футбольной школы «Динамо М». Дебютировал за «Спартак-Нальчик» 15 июля 2010 года в матче 1/16 Кубка России против «Волги» НН (0:5). Дебют Заурбека в РФПЛ состоялся тремя днями позже в матче против «Сатурна» (1:3)
В 2011 году перешёл в клуб из Казахстана — астанинский «Локомотив». Дебютировал за «Локо» в матче 1 тура чемпионата Казахстана в игре с «Жетысу».
В августе 2011 года подписал контракт с владикавказской командой «Алания». Дебют состоялся в выездной игре плей-офф Лиги Европы УЕФА с клубом «Бешикташ» (0:3).
С января 2014 года играл за «Кайрат». Дебютировал в игре 1 тура чемпионата Казахстана против ФК «Атырау» (0:1). С начала сезона за «Кайрат» провёл 24 матча: 17 игр в КПЛ (забил 3 гола), 3 — в Кубке Казахстана, 4 — в квалификации Лиги Европы УЕФА. В октябре 2014 года Плиев и ещё четыре футболиста «Кайрата» были отстранены клубом от тренировок до конца сезона за проваленную игру с главным конкурентом — столичной «Астаной» (1:5).
С 2016 выступал за «Ахмат» Грозный.
9 июня 2019 года перешел в московское «Динамо». 12 июля в матче против тульского «Арсенала» (1:1), дебютировал за «Динамо».

## Карьера в сборной
Выступал за юношескую сборную России. В 2011 году вызывался в молодёжную сборную Казахстана.